# Imagine (pesem)
»Imagine« (slovensko: Zamisli si/Predstavljaj si) je pesem, ki jo je napisal in izvedel angleški glasbenik John Lennon, leta 2017 je bila kot soavtorica priznana Yoko Ono. Je najbolje prodajani singl v njegovi samostojni karieri. Besedilo pesmi poslušalca izzove, naj si poskuša zamisliti svet v miru, brez razdiralnosti in preprek, ki jih povzročajo meje, verstva in narodnosti, ter da razmisli o možnosti preusmeritve človeštva na življenje, neodvisno od materialnega imetja.
Lennon in Yoko Ono sta pesem in istoimenski album producirala skupaj s Philom Spectorjem. Snemanje se je začelo maja 1971 v Lennonovem hišnem studiu v Tittenhurst Parku, končna produkcija pa je potekala julija istega leta v newyorškem Record Plantu. Mesec dni po septembrskem izidu albuma je Lennon izdal pesem kot singl v ZDA. Dosegel je tretje mesto na lestvici Billboard Hot 100, album pa je novembra dosegel prvo mesto na britanski lestvici in kasneje postal tržno najuspešnejši in s strani kritikov pozitivno sprejet Lennonov samostojni album v karieri. Čeprav singl v Združenem kraljestvu prvotno ni izšel, je bil izdan leta 1975 kot dodatna promocija za kompilacijsko ploščo ter dosegel šesto mesto na letni lestvici. Od tedaj je bila pesem v Združenem kraljestvu prodana na preko 1,6 milijona nosilcih zvoka, prvo mesto na lestvici je dosegla po Lennonovi smrti decembra 1980.
BMI je imenovala »Imagine« med sto največkrat izvajanih pesmi dvajsetega stoletja. Organizacija Recording Industry Association of America jo je uvrstila na trideseto mesto lestvice 365-ih pesmi stoletja z največjim zgodovinskim pomenom. Pesem je bila nagrajena z Grammy Hall of Fame Award in bila izbrana med 500 pesmi, ki so oblikovale rock v Hramu slavnih rokenrola. Britanska anketa, ki so jo opravili pri Guinness World Records British Hit Singles Book, jo je uvrstila na drugo mesto najboljših singlov vseh časov, revija Rolling Stone pa jo je na lestvici petstotih najboljših pesmi vseh časov uvrstila na tretje mesto. Od leta 2005 jo izvajajo na newyorškem Times Squaru pred tradicionalnim novoletnim spustom kristalne krogle. Več glasbenikov je posnelo njene priredbe, med njimi Madonna, Stevie Wonder, Joan Baez, Elton John in Diana Ross. Emeli Sandé je posnela priredbo za zaključno špico BBC-jevih olimpijskih prenosov 2012, tako se je pesem ponovno uvrstila na britansko lestvico, na osemnajsto mesto.

## Navdih in besedilo
Več pesmi iz knjige Yoko Ono Grapefruit iz leta 1964 je navdihnilo Lennona, da je napisal besedilo za pesem »Imagine«-še posebej pesem, ki jo je založba Capitol Records natisnila na zadnji ovitek originalnega LP-ja »Imagine« z naslovom »Cloud Piece«, ki vsebuje: »Imagine the clouds dripping, dig a hole in your garden to put them in.« (slovensko: Zamisli si deževne oblake, skoplji luknjo na vrtu in jih položi vanjo.) Lennon je kasneje dejal, da bi pesem »morala biti navedena kot zasluga Lennon/Ono. Njen velik del-besedilo in koncept-izvirata od Yoko, toda v tistih časih sem bil malo bolj sebičen, malo bolj mačističen in sem prezrl njen doprinos, toda je naravnost iz Grapefruita.« Na podlagi te izjave je ameriško združenje izdajateljev glasbe National Music Publishers Association leta 2017 kot soavtorico pesmi tudi uradno priznalo Yoko Ono. Decembra 1980 je v intervjuju Davida Sheffa za revijo Playboy Lennon povedal, da je Dick Gregory dal Yoko Ono in njemu krščansko molilno knjigo, ki je Lennon navdihnila s:
konceptom pozitivne molitve ... Če si lahko zamisliš svet v miru, brez verskih skupnosti – ne brez vere, ampak brez zadev v smislu 'moj Bog je večji od vašega' – potem se to lahko uresniči ... Organizacija Svetovna cerkev je želela uporabiti besedilo pesmi »Imagine«, le naslov bi spremenili v »Imagine one religion?« (slovensko: Zamisli si eno samo vero?) To je pomenilo, da sploh niso razumeli pesmi. To bi uničilo ves njen namen, njeno celotno idejo.
Z združenim vplivom pesmi »Cloud Piece« in molilne knjige, je Lennon napisal, kar je John Blaney opisal kot »humanistično odo za ljudi«. Blaney je zapisal: »Lennon trdi, da je svetovna harmonija na dosegu, toda le če zavrnemo mehanizme družbenega nadzora, ki omejujejo človekov potencial.« Po Blaneyjevo je Lennon s pesmijo poskušal dvigniti zavedanje ljudi o njihovem odnosu do institucij, ki krojijo njihovo življenje. David Fricke z revije Rolling Stone je komentiral: »Lennon poziva k enotnosti in enakosti, doseženi na podlagi popolne izločitve sodobnega družbenega reda: geopolitičnih mej, organiziranega verstva in ekonomskih razredov.«
Lennon je dejal: »'Imagine' je z besedilom: 'Zamisli si svet brez verstev, držav in politike' tako rekoč komunistični manifest, čeprav sam nisem komunist in ne pripadam nobenem gibanju.« Za NME je povedal: »Na svetu ni nobene prave komunistične države, to morate vedeti. Socializem o katerem govorim;... ni enak kot si ga je zamislil nek trapast Rus, ali kot ga imajo na Kitajskem. To morda ustreza njim. Glede nas, mi bi morali imeti prijeten ... britanski socializem.«
Yoko Ono je opisala sporočilo pesmi »Imagine« kot »točno to, v kar je John verjel: da smo vsi ena država, en svet in eno ljudstvo«. Revija Rolling Stone je besedilo pesmi opisala kot »22 vrstic prisrčne in odkrite vere v moč sveta, združenega v cilju, da se popravi in spremeni.«

## Kompozicija in glasba
Lennon je napisal »Imagine« nekega jutra v začetku leta 1971 na steinwayjevem klavirju v spalnici svojega stanovanja v Tittenhurst Parku, Ascot, Berkshire. Ono je opazovala, kako je sestavil melodijo, naredil notni zapis in skoraj celotno besedilo v enem kratkem ustvarjalnem navalu.
Pesem je napisana v C-duru. Začne se s štiritaktnim uvodom s C akordom, nato se nadaljuje do Cmaj7 in do F. Dvanajsttaktni verz prav tako sledi temu zaporedju akordov, v zadnjih štirih taktih se premakne iz Am/E do Dm in Dm/C, zaključi z G, G11 in G7, nato se vrne na C. Osemtaktni refren napreduje iz F do G in C, nato Cmaj7 in E ter E7, C akord je nadomeščen z E7 na koncu pesmi. Štiritaktni zaključek se začne s F, nato G in še C. Skladba je napisana v štiričetrtinskem taktovskem načinu; traja tri minute in tri sekunde, njen tempo pa je okoli 75 udarcev na minuto.

## Snemanje in odziv
Lennon in Yoko Ono sta pesem producirala skupaj s Philom Spectorjem, ki je komentiral posnetek: »Vedeli smo kaj bomo naredili ... To bo Johnov politični manifest, toda hkrati tudi komercialni ... Vedno sem imel pesem za nekaj podobnega državni himni.« Lennon je opisal delovni proces z Ono in Spectorjem: »Phil ne aranžira ali kaj takega - Yoko in Phil le sedita v drugi sobi in kričita komentarje kot so 'Zakaj ne poskusiš tega zvoka' ali 'Ne igraš klavirja posebej dobro' ... Dobim začetno idejo in ... skupaj potem najdemo pravi zvok.«
Snemanje se je pričelo maja 1971 v Ascot Sound Studios, Lenonnovem novozgrajenem hišnem studiu v Tittenhurst Parku, končna produkcija pa je potekala julija istega leta v newyorškem Record Plantu. Sproščeno in potrpežljivo so priprave in snemanja potekala od poznega jutra do zgodnjega večera. Lennon je naučil glasbenike melodije in aranžmaja za pesem, ki so jo vadili, dokler ni odločil da so pripravljeni za snemanje. V poskusu da poustvari Lennonov želen zvok, je imel Spector nekaj zgodnjih posnetkov Lennona in Nickyja Hopkinsa, ki sta igrala različne oktave na klavirju. Prvotno je želel posneti klavirski del pesmi z Lennonom, ki bi igral na bel klavir v zakončevi povsem beli sobi. Toda ugotovil je, da je v sobi preslaba akustika, zato je to idejo opustil in tudi ta del posnel v hišnem studiu. Snemanje so končali v nekaj minutah, pesem so posneli trikrat in izbrali drugi posnetek za album. Končni posnetek vsebuje Lennonov vokal in klavirski del, Klausa Voormanna na bas kitari, Alana Whita na bobnih in Flux Fiddlerse na strunah.
Oktobra 1971 je založba Apple Records v ZDA izdala singl »Imagine«, ki je postal najbolje prodajani singl v njegovi samostojni karieri. Na ameriški lestvici Billboard Hot 100 je kot najvišjo uvrstitev dosegel tretje mesto. Prvo mesto je dosegel na kanadski lestvici RPM, kjer je ostal dva tedna. Besedilo pesmi je po izdaji razburilo nekatere verske skupine, še posebej del »Imagine there's no heaven« (slovensko: Predstavljaj si, da nebesa ne obstajajo). Na vprašanje o pesmi v enem zadnjih intervjujev je Lennon dejal, da se mu zdi njena kompozicija tako močna, kot katerakoli pesem, ki jo je napisal s skupino The Beatles. Opisal je pomen pesmi in njeno komercialno privlačnost kot: »protiversko, protinacionalistično, protikonvencionalno in protikapitalistično, toda ker je pocukrana, je sprejeta ... Zdaj razumem kaj je treba narediti. Svoja politična sporočila moraš začiniti z malo medu.« Lennon je nekoč dejal Paulu McCartneyju, da je pesem »Imagine« kot malo posladkana pesem »'Working Class Hero', za konzervativce kot si sam«. 30. novembra 1971 je LP »Imagine« dosegel prvo mesto na britanski lestvici. Postal je najbolj tržno uspešen in s strani kritikov pozitivno sprejet Lennonov samostojni album v karieri.

## Film in ponovne izdaje
Leta 1972 sta Lennon in Ono izdala 81-minutni film kot dodatek albumu »Imagine«, ki vsebuje posnetke para na domu, vrtu in v snemalnem studiu v Berkshiru v Tittenhurst Parku in tudi v New Yorku. Je celovečerni dokumentarni rock film, ki se začne s posnetkom, kako Lennon in Ono hodita skozi gosto meglo in prideta do svojega doma, ko se začne pesem »Imagine«. Nad vhodnimi vrati njunega doma je napis »To ni tukaj«, naslov umetniške razstave Ono v New Yorku. Naslednji prizor pokaže Lennona, ki sedi za belim klavirjem v temačni in povsem beli sobi. Ono postopoma odgrinja zavese in spusti vanjo svetlobo, ki postaja z razvojem pesmi vse močnejša. Na koncu pesmi se Ono usede zraven Lennona h klavirju, nato se prijazno spogledata in poljubita..
V film je vključen tudi prizor, v katerem se Lennon pogovarja z ameriškim brezdomcem, ki je živel na njunem posestvu. Lennona je označil kot svojega odrešenika, toda Lennon je odvrnil: »Jaz sem le človek ... ki piše pesmi ... Le vzamem besede, jih sestavim skupaj in preverim, če kaj pomenijo.« Lennonova jeza se je hitro spremenila v usmiljenost, ko ga je vprašal: »Si lačen?«" Povedal je, da je, in Lennon je odgovoril »V redu, pa mu dajmo nekaj za jesti.« V filmu se pojavi več zvezdnikov, tudi Andy Warhol, Fred Astaire, Jack Palance, Dick Cavett in George Harrison. Po premierni uprizoritvi v ZDA leta 1972 so ga kritiki posmehljivo označili za »najdražji domači film vseh časov«. Leta 1986 je Zbigniew Rybczyński posnel glasbeni videospot za pesem ter leta 1987 osvojil Srebrnega leva za najboljši posnetek na filmskem festivalu v Cannesu in glavno nagrado filmskega festivala v Riu.
V Združenem kraljestvu, kjer je pesem izšla kot singl skupaj z albumom Shaved Fish, je dosegla najvišjo uvrstitev na šesto mesto britanske lestvice. Po Lennonovem umoru leta 1980 pa se je singl ponovno uvrstil na lestvico in dosegel prvo mesto, kjer je ostal štiri tedne do januarja 1981. Leta 1988 je bil v Združenem kraljestvu drugič izdan kot singl, dosegel je najvišje 45. mesto na lestvici, in ponovno leta 1999, ko je dosegel tretje mesto na lestvici. Je Lennonov najbolje prodajani singl, ki je bil samo v Združenem kraljestvu prodan na preko 1,6 milijona nosilcih zvoka. Leta 1999 je na državni pesniški praznik v Združenem kraljestvu BBC razkril, da so poslušalci izbrali »Imagine« za najbolj priljubljeno besedilo pesmi. Leta 2003 je dosegla 33. mesto na B-strani ponovne izdaje singla »Happy Xmas (War Is Over)«.

## Priznanje, kulturni pomen in kritika
Revija Rolling Stone je pesem opisala kot Lennonovo »največje glasbeno darilo svetu«, pohvalili so »spokojno melodijo, tekoče napredovanje akordov in štiritaktni klavirski del«. Pesem je vključena na več lestvic, leta 1999 jo je BMI imenovala za eno stotih najbolj izvajanih pesmi dvajsetega stoletja. Istega leta je prejela nagrado Grammy Hall of Fame Award in bila izbrana med 500 pesmi, ki so oblikovale rock v Hramu slavnih rokenrola. Radijska postaja triple J jo je uvrstila na enajsto mesto lestvice stotih najbolj vročih pesmi vseh časov. »Imagine« se je leta 2000 uvrstil na triindvajseto mesto najbolje prodajanih singlov vseh časov v Združenem kraljestvu. V anketa, ki jo je leta 2002 v Združenem kraljestvu opravila Guinness World Records British Hit Singles Book, je bila uvrščena na drugo mesto najboljših singlov vseh časov za Queenovo »Bohemian Rhapsody«. Gold Radio je pesem na svoji lestvici tisočih največjih hitov uvrstil na tretje mesto.
Revija Rolling Stone je pesem »Imagine« na svoji lestvici petstotih najboljših pesmi vseh časov uvrstila na tretje mesto, opisala jo je kot »trajno himno tolažbe in upanja, ki nas je popeljala skozi skrajno žalost, od šoka ob Lennonovi smrti leta 1980 do grozot ob terorističnem napadu 11. septembra 2001. Zdaj pa si ni mogoče zamisliti sveta brez pesmi »Imagine« in potrebujemo jo bolj, kot je lahko sanjal.« Kljub temu pa jo je največja ameriška radijska družba Clear Channel Communications uvrstila med pesmi, ki niso primerne za predvajanje po terorističnih napadih.
1. januarja 2005 je Canadian Broadcasting Corporation imenovala »Imagine« za najboljšo pesem preteklih stotih let po glasovanju poslušalcev oddaje 50 Tracks. Pesem je osvojila trideseto mesto na lestvici Recording Industry Association of America 365-ih pesmi stoletja z največjim zgodovinskim pomenom. Virgin Radio je decembra 2005 izvedel anketo o najpopularnejših pesmih v Združenem kraljestvu in poslušalci so postavili »Imagine« na prvo mesto.
Jimmy Carter je dejal: v mnogih državah po svetu - z ženo sva obiskala okoli 125 držav - je mogoče slišati pesem Johna Lennona »Imagine« uporabljeno skoraj enakovredno z državnimi himnami.« 9. oktobra 2010, ko bi Lennon praznoval sedemdeseti rojstni dan, je liverpoolski zbor zapel pesem »Imagine« skupaj z drugimi Lennonovimi pesmimi ob odkritju Spomenika miru Johna Lennona v liverpoolskem Chavasse Parku. Producent skupine The Beatles George Martin je pohvalil Lennonovo samostojno kariero in posebej izpostavil: »Moja najljubša pesem od vseh je 'Imagine'«. Glasbeni kritik Paul Du Noyer je pesem odpisal kot Lennonovo najbolj cenjeno pesem obdobja po Beatlih. Urish in Bielen sta jo imenovala za »najbolj subverzivno pop pesem vseh časov, ki je dosegla status klasike«. Fricke je dodal: »'Imagine' je subtilno izpodbojna pesem, Lennonov največji združeni dosežek kot tekstopisca in aktivista.«
Pisca Ben Urish in Ken Bielen sta kritizirala instrumentalni del pesmi kot pretirano čustven in melodramatičen, primerjala sta ga z glasbo v predrockovskem obdobju in opisala melodijo vokala kot zadržano. Po Blaneyjevo Lennonovo besedilo opisuje hipotetične možnosti, ki ne ponujajo nobenih praktičnih rešitev, besedilo je na mestih nejasno in protislovno, poziva poslušalce naj opustijo politične sisteme, hkrati pa spodbuja novega, podobnega komunističnemu. Pisec Chris Ingham je pri Lennonu zaznal dvoličnost, da kot rock zvezdnik in milijonar živi v dvorcu, poslušalce pa spodbuja k razmisleku o življenju brez lastnine. Ostali trdijo, da je Lennon v besedilu želel spodbuditi poslušalce, če bi svet lahko obstajal brez lastnine, ne kot neposreden poziv k temu. Blaney je komeniral: »Lennon je vedel, da ne more ponuditi nič konkretnega, zato raje ponuja sanje, koncept, na katerem se lahko gradi.« Blaney je pesem opisal kot »polno protislovij. Je podobna hvalnici in nelagodno sloni na avtorjevi pobudi, naj si zamislimo svet brez vere.« Urish in Bielen sta opisala Lennonov »sanjski svet« brez nebes in pekla kot poziv k »najboljši mogoči ureditvi sveta tukaj in zdaj, ker je to edino, kar je oziroma bo«. Po njunem mnenju, »ker smo le naprošeni naj si poskušamo zamisliti - igrati igro 'kaj pa če' - Lennon ubeži najmočnejšim kritikam«. Nekdanji Beatle Ringo Starr je zagovarjal besedilo pesti leta 1981 v intervjuju z Barbaro Walters: »Lennon pravi zamislite si, to je vse. Samo zamislite si.«

## Izvedbe in priredbe
Decembra 1971 sta Lennon in Ono nastopila v harlemskem Apollo Theateru. Lennon je izvedel pesem »Imagine« z akustično kitaro, kar je prvi znani posnetek pesmi v živo, kasneje je bil vključen na album John Lennon Anthology (1998). Leta 1975 je izvedel pesem tudi v svojem zadnjem javnem nastopu, ob rojstnodnevni zabavi Lewa Grada.
Elton John je izvedel pesem septembra 1980 na svojem brezplačnem koncertu v Central Parku, nekaj ulic od Lennonovega stanovanja v stavbi Dakota. 9. decembra 1980, dan po Lennonovem umoru, je skupina Queen izvedla pesem kot poklon Lennonu na svojem koncertu v londonski Wembley Areni. 9. oktobra 1990, ko bi bil Lennon dopolnil petdeset let, je pesem slišala že več kot milijarda ljudi. Stevie Wonder je s skupino Morehouse College Glee Club izvedel svojo interpretacijo pesmi med zaključno slovesnostjo Poletnih olimpijskih iger 1996 kot poklon žrtvam bombnega napada v olimpijskem parku. Leta 2001 jo je Neil Young izvedel med dobrodelnim koncertom America: A Tribute to Heroes. Madonna pa je pesem izvedla istega leta med dobrodelnim koncertom Tsunami Aid: A Concert of Hope.
Od leta 2005 pesem »Imagine« izvajajo na newyorškem Times Squaru pred tradicionalnim novoletnim spustom kristalne krogle. Od leta 2010 je pesem zapeta v živo, prvič jo je zapela Taio Cruz, leta 2011 pa Cee Lo Green. Toda Green je bila deležna kritik, ker je besedilo »and no religion too« (slovensko: in tudi brez verstev) spremenila v »and all religion's true« (slovensko: in vse vere so resnične), kar je povzročilo močno nasprotovanje vseh ljubiteljev Lennonovih pesmi, ki so to videli kot nespoštljivost do Lennonove zapuščine s spremembo besedila njegove najbolj prepoznavne pesmi. Green se je branila, da je želela predstaviti »svet, kjer lahko verjameš kar želiš«. Leta 2012 je bila pesem izvedena na zaključni slovesnosti londonskih olimpijskih iger. Izvedla sta jo mladinski liverpoolski filharmonični zbor in liverpoolski zbor, ki sta odpela prvo kitico, v preostanku pesmi pa sta spremljala originalni Lennonov vokal.
Skupaj je priredbe pesmi »Imagine« posnelo več kot 140 glasbenikov. Joan Baez jo je vključila na album Come from the Shadows iz leta 1972, Diana Ross pa na svoj album Touch Me in the Morning sledečega leta. Leta 1995 so Blues Traveler posneli pesem za album Working Class Hero: A Tribute to John Lennon, Dave Matthews pa jo je z njimi v živo odpel. Seal, Pink, India.Arie, Jeff Beck, Konono No1, Oumou Sangaré in drugi so posneli priredbo pesmi za album Herbieja Hancocka The Imagine Project iz leta 2010. Hancock jo je izvedel z Arie, Kristino Train in Gregom Phillinganesom leta 2010 na koncertu ob podelitvi Nobelove nagrade za mir 11. decembra, 13. februarja 2011 je izvedba prejela grammyja za najboljši pop vokal. Emeli Sandé je posnela pesem za zaključno špico BBC-jevih olimpijskih prenosov 2012. Tako se je pesem ponovno uvrstila na britansko lestvico, tokrat na osemnajsto mesto.

## Lestvice in nagrade
| Lestvica (1971–1972)                | Najvišje mesto |
| ----------------------------------- | -------------- |
| Avstralija (Go-Set National Top 40) | 1              |
| Avstralija (Kent Music Report)      | 1              |
| Belgija (Ultratop 50 Flanders)      | 12             |
| Canada Top Singles (RPM)            | 1              |
| Kanada: Adult Contemporary (RPM)    | 4              |
| Nemčija (Official German Charts)    | 18             |
| Japonska (Oricon)                   | 14             |
| Nizozemska (Dutch Top 40)           | 6              |
| Nizozemska (Single Top 100)         | 5              |
| Norveška (VG-lista)                 | 6              |
| Južna Afrika (Springbok Radio)      | 1              |
| Švica (Schweizer Hitparade)         | 5              |
| ZDA Billboard Hot 100               | 3              |
| ZDA Easy Listening (Billboard)      | 7              |
| US Top Singles (Cash Box)           | 2              |
| US Top Singles (Record World)       | 1              |

| Lestvica (1975)             | Najvišje mesto |
| --------------------------- | -------------- |
| Irska (IRMA)                | 1              |
| Švedska (Sverigetopplistan) | 19             |
| UK Singles (OCC)            | 6              |

| Lestvica (1981)                    | Najvišje mesto |
| ---------------------------------- | -------------- |
| Avstralija (Kent Music Report)     | 43             |
| Avstrija (Ö3 Austria Top 40)       | 4              |
| Belgija (Ultratop 50 Flanders)     | 6              |
| Nemčija (Official German Charts)   | 7              |
| Irska (IRMA)                       | 1              |
| Nizozemska (Single Top 100)        | 5              |
| Nova Zelandija (Recorded Music NZ) | 23             |
| Norveška (VG-lista)                | 3              |
| Švica (Schweizer Hitparade)        | 2              |
| UK Singles (OCC)                   | 1              |

| Leto      | Lestvica (1986–2013)                  | Najvišje mesto |
| --------- | ------------------------------------- | -------------- |
| 1986      | ZDA Billboard Top Rock Tracks         | 20             |
| 1988      | Irska (IRMA)                          | 29             |
| 1988      | UK Singles (OCC)                      | 45             |
| 1989      | Avstralija (ARIA)                     | 21             |
| 1989      | Nizozemska (Single Top 100)           | 83             |
| 1990      | Francija (SNEP)                       | 88             |
| 1994      | Francija (SNEP)                       | 9              |
| 1999–2000 | Kanada (Canadian Singles Chart)       | 10             |
| 1999–2000 | Irska (IRMA)                          | 3              |
| 1999–2000 | Italy (FIMI)                          | 12             |
| 1999–2000 | Nizozemska (Single Top 100)           | 56             |
| 1999–2000 | Španija (PROMUSICAE)                  | 5              |
| 1999–2000 | UK Singles (OCC)                      | 3              |
| 2007      | Kanada (Hot Canadian Digital Singles) | 47             |
| 2007      | Nizozemska (Single Top 100)           | 37             |
| 2007      | Švica (Schweizer Hitparade)           | 59             |
| 2007      | UK Singles (OCC)                      | 75             |
| 2007      | ZDA Billboard Hot Digital Songs       | 47             |
| 2008      | Avstralija (ARIA)                     | 94             |
| 2010      | Avstralija (ARIA)                     | 85             |
| 2010      | Avstrija (Ö3 Austria Top 40)          | 66             |
| 2010      | Nemčija (Official German Charts)      | 94             |
| 2010      | Španija (PROMUSICAE)                  | 49             |
| 2010      | Švedska (Sverigetopplistan)           | 46             |
| 2010      | Švica (Schweizer Hitparade)           | 50             |
| 2012      | Španija (PROMUSICAE)                  | 42             |
| 2012      | UK Singles (OCC)                      | 18             |
| 2013      | Španija (PROMUSICAE)                  | 44             |
| 2015      | Francija (SNEP)                       | 11             |
| 2015      | Nizozemska (Single Top 100)           | 67             |
| 2015      | Španija (PROMUSICAE)                  | 40             |
| 2015      | Švica (Schweizer Hitparade)           | 61             |
| 2016      | Francija (SNEP)                       | 169            |

| Lestvica (1971)             | Mesto |
| --------------------------- | ----- |
| Canada Top Singles (RPM)    | 15    |
| Nizozemska (Dutch Top 40)   | 67    |
| Nizozemska (Single Top 100) | 82    |

| Lestvica (1972)                | Mesto |
| ------------------------------ | ----- |
| Avstralija (Kent Music Report) | 19    |
| Japonska (Oricon)              | 98    |
| Južna Afrika (Springbok Radio) | 5     |

| Lestvica (1981)                | Mesto |
| ------------------------------ | ----- |
| Belgija (Ultratop 50 Flanders) | 86    |
| Nizozemska (Dutch Top 40)      | 70    |
| Nizozemska (Single Top 100)    | 73    |

| Lestvica (1980–1989)                 | Mesto |
| ------------------------------------ | ----- |
| UK Singles (Official Charts Company) | 25    |

| Lestvica (1952–2013)                 | Mesto |
| ------------------------------------ | ----- |
| UK Singles (Official Charts Company) | 19    |